# Marcus Tavernier
Marcus Tavernier (Leeds, 22 maart 1999) is een Engels voetballer die doorgaans als linkermiddenvelder speelt. In de zomer van 2022 maakte hij de overstap van Middlesbrough naar AFC Bournemouth. Hij is de jongere broer van voetballer James Tavernier.

## Clubcarrière

### Middlesbrough
Tavernier begon zijn carrière bij de jeugd van Newcastle United en Middlesbrough, waar hij in de zomer van 2017 de overstap maakte naar de eerste ploeg. Op 28 oktober 2017 maakte hij zijn debuut in de Championship in de uitwedstrijd tegen Reading. Tavernier werd na 62 minuten vervangen door Marvin Johnson. Op 5 november 2017 maakte Tavernier zijn eerste doelpunt in de met 1–0 gewonnen wedstrijd tegen Sunderland. In januari 2018 werd Tavernier een half seizoen verhuurd aan MK Dons. Daar speelde hij slechts acht wedstrijden. 
Terug bij Middlesbrough werd hij een vaste basisspeler. Hij speelde in totaal vijf seizoenen bij Middlesbrough en kwam daarin tot 155 wedstrijden, achttien goals en achttien assists.

### AFC Bournemouth
In de zomer van 2022 maakte Tavernier de overstap naar AFC Bournemouth, dat net gepromoveerd was naar de Premier League. Hij maakte op 6 augustus in een 2-0 overwinning op Aston Villa zijn debuut voor de club. Op 5 november was hij goed voor een goal en twee assists in een 4-3 nederlaag tegen Leeds United. Het was zijn eerste doelpunt voor Bournemouth. Een week later was hij opnieuw goed voor een doelpunt en een assist, ditmaal in een 3-0 overwinning op Everton. Op 25 november 2023 scoorde hij tweemaal in een 3-1 overwinning op Sheffield United. 

## Clubstatistieken
| Seizoen | Club            | Competitie     | Competitie | Competitie | Beker | Beker | Internationaal | Internationaal | Totaal | Totaal |
| Seizoen | Club            | Competitie     | Wed.       | Dlp.       | Wed.  | Dlp.  | Wed.           | Dlp.           | Wed.   | Dlp.   |
| ------- | --------------- | -------------- | ---------- | ---------- | ----- | ----- | -------------- | -------------- | ------ | ------ |
| 2017/18 | Middlesbrough   | Championship   | 5          | 1          | 3     | 1     | —              | —              | 8      | 2      |
| 2017/18 | → MK Dons       | League One     | 7          | 0          | 1     | 0     | —              | —              | 8      | 0      |
| 2018/19 | Middlesbrough   | Championship   | 20         | 3          | 7     | 1     | —              | —              | 27     | 4      |
| 2019/20 | Middlesbrough   | Championship   | 37         | 3          | 3     | 0     | —              | —              | 40     | 3      |
| 2020/21 | Middlesbrough   | Championship   | 29         | 3          | 3     | 1     | —              | —              | 32     | 4      |
| 2021/22 | Middlesbrough   | Championship   | 44         | 5          | 4     | 0     | —              | —              | 48     | 5      |
| 2022/23 | AFC Bournemouth | Premier League | 23         | 5          | 0     | 0     | —              | —              | 23     | 5      |
| 2023/24 | AFC Bournemouth | Premier League | 30         | 3          | 5     | 1     | —              | —              | 35     | 4      |
| 2024/25 | AFC Bournemouth | Premier League | 15         | 1          | 1     | 0     | —              | —              | 16     | 1      |
| Totaal  | Totaal          | Totaal         | 210        | 24         | 27    | 4     | 0              | 0              | 237    | 28     |

Bijgewerkt op 24 december 2024.

## Nationale ploeg
Tavernier doorliep enkele Engelse jeugdreeksen waaronder de U19 en U20.
2 Huijsen ·
3 Kerkez ·
4 Cook ·
5 Senesi ·
7 Brooks ·
8 Scott ·
9 Evanilson ·
10 Christie ·
11 Ouattara ·
12 Adams ·
13 Arrizabalaga ·
15 Smith ·
16 Tavernier ·
17 Sinisterra ·
19 Kluivert ·
22 Araujo ·
23 Hill ·
24 Semenyo ·
26 Ünal ·
27 Zabarnyj ·
29 Billing ·
37 Aarons ·
40 Dennis ·
42 Travers ·
Coach: Iraola
· Assistent-coach: Fletcher
· Assistent-coach: Elphick
· Assistent-coach: Cooper